# Itaberaí
| \| Itaberaí \|                   |
| Lage der Stadt Itaberaí in Goiás |
| Itaberaí                         |

| Itaberaí |

Itaberaí, amtlich portugiesisch Município de Itaberaí, ist eine brasilianische politische Gemeinde und Stadt im Bundesstaat Goiás. Sie liegt westlich der brasilianischen Hauptstadt Brasília und nordwestlich von Goiânia, der Hauptstadt des Bundesstaates.

## Namensherkunft
Itataberaí bedeutet Fluss der brillanten Steine in der indigenen Sprache der Tupi.

## Geschichte
Der Ort war zunächst als Curralinho bekannt und gehörte zu Stadt Goiás, heute Goiás Velo, am 9. November 1868 (gilt als Stadtgründungsdatum) wurde es ausgegliedert mit dem Status Vila und hieß Vila de Nossa Senhora D’Abadia do Curralinho. Am 5. August 1924 wurde es zur Stadt erhoben und erhielt den Namen Itaberaí.

## Geographische Lage
Weitere Ortschaften im Gemeindegebiet sind São Benedito, Santa Rita, Congomé, Lobeira und São José do Retiro.
Itaberaí grenzt
- im Norden an die Gemeinden Heitoraí und Uruana
- im Osten an Itaguaru, Itaguari, Taquaral de Goiás und Itauçu
- im Süden an Araçu, Avelinópolis, Anicuns und Americano do Brasil
- im Westen an Mossâmedes und Goiás Velho

Die Stadt liegt an der brasilianische Bundesstraße BR-070, von welcher in Itaberaí die Staatsstraße GO-070 zur Hauptstadt Goiânia abzweigt.

## Hydrographie
Das Gemeindegebiet entwässert nach Norden in das Tocantins-Becken über den Rio Uru, welcher die westliche Grenze zu Mossâmedes und Goiás Velho bildet und in der Serra Dourada entspringt. Seine beiden, ebenfalls auf Gemeindegebiet entspringenden, rechten Zuflüsse sind der Rio do Bagre und Rio das Pedras. Der Rio Uru mündet an der Nordgrenze der Gemeinde Uruana in den Rio das Almas, ein Zufluss in den Stausee Serra da Mesa.

Die Wasserscheide zum südlichen Paraná-Becken verläuft in etwa entlang der südlichen Gemeindegrenze.

## Wirtschaft
In Itaberaí befindet sich eine große Geflügelfarm und -fabrik (SuperFrango) mit einer Verarbeitungskapazität von ca. 180.000 Hühnern pro Tag und mehr als zehn Millionen Bruteier pro Monat im Jahr 2010.

## Persönlichkeiten
- Ricardo Ribeiro de Lima, genannt Ricardinho (* 1989), Fußballspieler